# Río Alátyr
El río Alátyr (en ruso: Алатырь; en chuvasio: Улатăр / Ulatär; en erzya: Ратор / Rator) es un río de Rusia, afluente por la izquierda del río Surá, de la cuenca hidrográfica del Volga. 

## Geografía
Nace en el raión de Pervomaisk (óblast de Nizhni Nóvgorod), atraviesa la república de Mordovia y desemboca cerca de la ciudad de Alátyr (república de Chuvasia) en el Surá.
Tiene una longitud de 307 km y una drena una cuenca de 11.200 km². Se congela generalmente en noviembre, teniendo el deshielo a principios de abril.
Las principales ciudades que atraviesa son Ardátov y Alátyr.
Sus principales afluentes son el Rudnia por la derecha y el Insar por la izquierda.